# 21483 Abdulrasool
21483 Abdulrasool è un asteroide della fascia principale. Scoperto nel 1998, presenta un'orbita caratterizzata da un semiasse maggiore pari a 2,2813330 au e da un'eccentricità di 0,0867332, inclinata di 5,70142° rispetto all'eclittica.
L'asteroide è dedicato allo studente statunitense Ameen Abdulrasool.